# Сисоєва Світлана Олександрівна
Сисоєва Світлана Олександрівна – дійсний член НАПН України, доктор педагогічних наук, професор, академік-секретар Відділення загальної педагогіки та філософії освіти НАПН України.

## Біографія
Народилась 20 лютого 1948 року у м. Пхеньян (Північна Корея). У 1949 році родина повертається до Києва.
У 1966 році закінчила середню школу № 91 м. Києва з золотою медаллю і вступає на фізичний факультет (кафедра ядерної фізики) Київського державного університету імені Т. Г. Шевченко, який закінчує у 1971 році з відзнакою. 
З 1971 року навчається в аспірантурі на кафедрі ядерної фізики, працює вчителем середньої школи № 91 м. Києва. 
У 1978 році рекомендована на навчання у Центральному Інституті вдосконалення вчителів на курсах резерву директорів шкіл. 
У 1980 році вона призначена заступником директора з навчально-виховної роботи школи № 252 Мінського району м.Києва, у 1982 році – директором середньої школи № 233 Мінського району (сьогодні Оболонського) м. Києва, у 1985 -  директором Київського міського педагогічного училища № 3 . 
1987 року - захистила дисертацію на тему „Педагогічні основи координуючої діяльності директора середньої загальноосвітньої школи” на здобуття наукового ступеня кандидата педагогічних наук із спеціальності 13.00.01 – теорія та історія педагогіки у Київському державному педагогічному університеті імені О.М.Горького (науковий керівник - професор, доктор педагогічних наук, академік АПН України О.Г. Мороз).
У 1988 році обрано депутатом міської ради м. Києва по виборчому округу № 91.
1989 - очолила кафедру педагогічної творчості Київського державного педагогічного університету імені О.М. Горького.
З  1995 року по 2010 року С. О. Сисоєва — завідувач відділу педагогіки і психології вищої школи, а пізніше — відділу інноваційних педагогічних технологій Інституту педагогіки та психології професійної освіти АПН України (нині — Інститут педагогічної освіти та освіти дорослих НАПН України).
У жовтні 1997 року отримала науковий ступінь доктора педагогічних наук зі спеціальності 13.00.04 «Теорія і методика професійної освіти», захистивши дисертацію на тему: «Теоретичні і методичні основи підготовки вчителя до формування творчої особистості учня».
1999 року здобула наукове звання професора з теорії і методики професійної освіти.
З травня 2001 року - професор Вищої педагогічної школи Спілки польських вчителів (м. Варшава, Республіка Польща).
З 2003 року - член-кореспондент НАПН України.
З вересня 2010 року С.О. Сисоєва працює в Київському університеті імені Бориса Грінченка на посаді завідувача науково-дослідної лабораторії освітології.
З жовтня 2016 року - дійсний член (академік) НАПН України.

## Наукова діяльність
Багато років Світлана Олександрівна здійснює наукове керівництво роботами аспірантів, докторантів, здобувачів, входить до складу спеціалізованих учених рад із захисту дисертацій. 

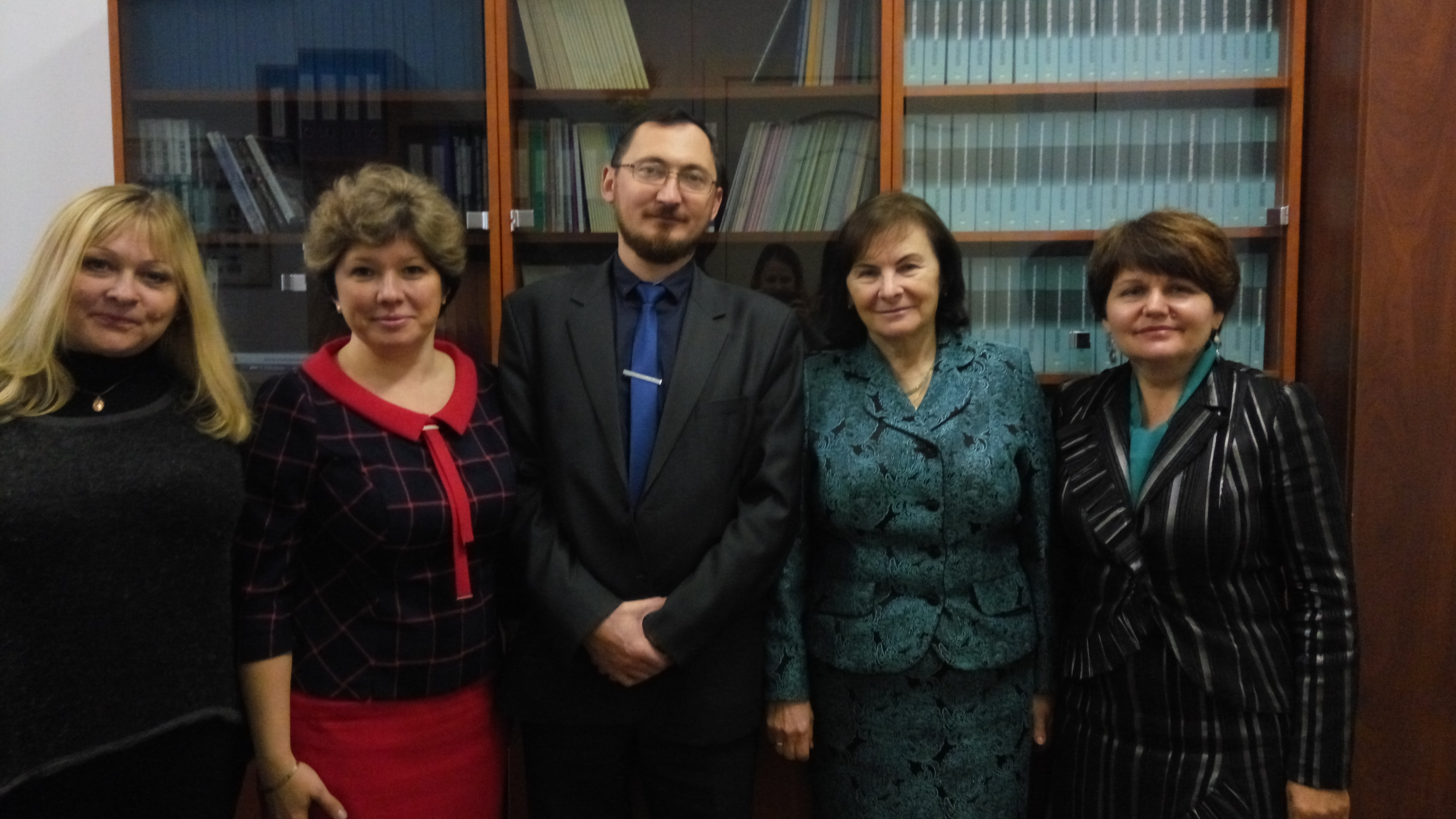
С.О. Сисоєва з учнями на засіданні Української Академії Акмеологічних Наук в Київському університеті імені Бориса Грінченка (2017)

- С.О. Сисоєва з учнями на засіданні Української Академії Акмеологічних Наук в Київському університеті імені Бориса Грінченка (2017)Керівник наукової школи з проблем творчості і технологій у неперервній професійній освіті. Підготувала 64 науково-педагогічних кадрів вищої кваліфікації (з них 20 докторів педагогічних наук) за спеціальностями: 13.00.04 – теорія та методика професійної освіти, 13.00.01 – загальна педагогіка та історія педагогіки, 13.00.02 – теорія та методика навчання, 13.00.07 – теорія і методика виховання[2].
- Член експертної ради з педагогічних наук ВАК України (з 2000 по 2002 рік, з 2004 по 2006 рік); заступник голови експертної ради з педагогічних наук ВАК України (з 2006 по 2010 рік); член експертної ради з питань проведення експертизи дисертаційних робіт МОНмолодьспорту України з педагогічних, психологічних наук, фізичного виховання та спорту (з 2011 року по 2013 рік).
- Член спеціалізованої вченої ради із захисту дисертацій на здобуття наукового ступеня доктора (кандидата) педагогічних наук у Київському університеті імені Бориса Грінченка (з 2010 року).
- Координатор українсько-польського освітнього проекту «Проблеми освіти у Польщі та в Україні в контексті процесів глобалізації та євроінтеграції» (з 2008 року).

### Цитування наукових праць
За гугл-академією, в якій створено профіль дослідниці, відомо 3276 цитування праць, у тому числі 581 цитування підручника «Основи педагогічної творчості».

## Публікації
Автор більше 390 наукових праць, серед них — монографії, підручники та методичні посібники для студентів ВНЗ, науковців, педагогів-практиків.
Основні наукові праці:
- Основи педагогічної творчості вчителя : навч. посіб. для студ. вищ. навч. закл.. — К. : ІСДОУ, 1994. — 111 с.
- Підготовка вчителя до формування творчої особистості учня : [монографія]. — К. : Поліграфкнига, 1996. — 406 с.
- Педагогічна творчість : [монографія]. — К. : Каравела, 1998. — 150 с.
- Педагогічна творчість: методологія, теорія, технології : [монографія] / В. П. Андрущенко, С. О. Сисоєва, Н. В. Гузій та ін.; за ред. С. О. Сисоєвої, Н. В. Гузій. — К. : НПУ ім. М. П. Драгоманова, 2005. — 183 с.
- Психологія та педагогіка : підруч. для студ. вищ. навч. закл. непед. профілю традиц. та дистанц. форм навчання / С.О. Сисоєва, Т.Б. Поясок. — К. : Міленіум, 2005. — 520 с.
- Професійне консультування молоді : можливості мережі Інтернет : навч.- метод. посіб. / Сисоєва С.О., Осадчий В.В.. — Мелітополь : Видавн. будинок Мелітопольської міськ. друк., 2005. — 200 с.
- Основи комп’ютерної грамотності : дистанційний курс : навч. посіб. / С.О. Сисоєва, О.В. Кареліна. — Т. : Видавець Стародубець, 2006. — 302 с.
- Освіта і особистість в умовах постіндустріального світу: [монографія]. — К., 2008. — 324 с.
- Педагогічна творчість // Енциклопедія освіти / АПН України; голов. ред. В.Г. Кремень; [заст. голов. ред. : О.Я. Савченко, В.П. Андрущенко; відп. наук. секр. С.О. Сисоєва]. — К., 2008. — С. 650–651.
- Підготовка викладачів вищої школи : інформаційні технології у педагогічній діяльності : навч.-метод. посіб. / Т.І. Коваль, С.О. Сисоєва, Л.П. Сущенко. — К. : КНЛУ, 2009. — 380 с.
- Неперервна професійна освіта у документах Європейського Союзу / Сисоєва С.О., Заскалєта С.Г.– КП «Миколаївська обласна друкарня», 2009. — 480 с.
- Проблеми неперервної професійної освіти: тезаурус наукового дослідження: наук. видання / С. О. Сисоєва, І. В. Соколова. — К. : ЕКМО, 2010. — 362с.
- Вища освіта України: реалії сучасного розвитку / С.О. Сисоєва, Н.Г. Батечко. — К. : ВД «ЕКМО», 2011. — 344 с.
- Інтерактивні технології навчання дорослих: навчально-методичний посібник. — К. : ВД «ЕКМО», 2011. — 320 с.
- Професійна підготовка викладача-тьютора: теорія і методика: навч.-посіб. / С.О. Сисоєва, В.В. Осадчий, К.П. Осадча. — Київ; Мелітополь: ТОВ «Видавничий будинок ММД», 2011. — 280 с.
- Освіта як відображення сутності суспільного розвитку (п. 1.5) / С.О. Сисоєва // Освітологія: витоки наукового напряму: [монографія] / За ред. В.О. Огнев’юка. — К. : ВП «Едельвейс», 2012. — 336 с.
- Освітні системи країн Європейського Союзу: загальна характеристика: навч. посіб. / С.О. Сисоєва, Т.Є. Кристопчук. — Рівне : Овід, 2012. — 352 с.
- Теорія і практика вищої освіти: навч. посіб. / С.О. Сисоєва, І. В. Соколова. — Київ-Маріуполь: 2016. — 338 с.
- Шлях до себе–шлях до людей: Привітання, спогади, враження від співпраці та зустрічей: Привітання, спогади, враження від співпраці та зустрічей  / голов. ред. і наук. ред. В. І. Кушерець ; відп. упоряд. С. О. Сисоєва. — Київ : Знання України, 2017. — 391 с. ISBN 978-966-316-412-0

## Досягнення[3]
- Медаль «В пам’ять 1500-річчя Києва» (1982)
- Відмінник освіти України (1987)
- Медаль ім. А.С. Макаренка (1988)
- Заслужений працівник освіти України (2003)
- Перша премія НАПН України за підручник «Основи педагогічної творчості» (2007)
- Нагрудний знак «К.Д. Ушинський» НАПН України (2007)
- Золота медаль «М.П. Драгоманов. 1841–1895 рр.» Національного педагогічного університету ім. М.П. Драгоманова (2008)
- Почесний професор Запорізького національного університету (2008)
- Нагрудний знак «За наукові досягнення» МОН України (2008)
- Орден Почаївської ікони Божої Матері (2012)
- Орден княгині Ольги ІІІ ступеня (2018)[6]

## Громадська діяльність
Засновник Благодійного фонду імені Антона Макаренка, діяльність якого спрямовано на підтримку наукових досліджень у галузі педагогіки та психології (з 2000 року).